# Junkers Ju 252
Le Junkers Ju 252 est un avion militaire de la Seconde Guerre mondiale.

## Conception

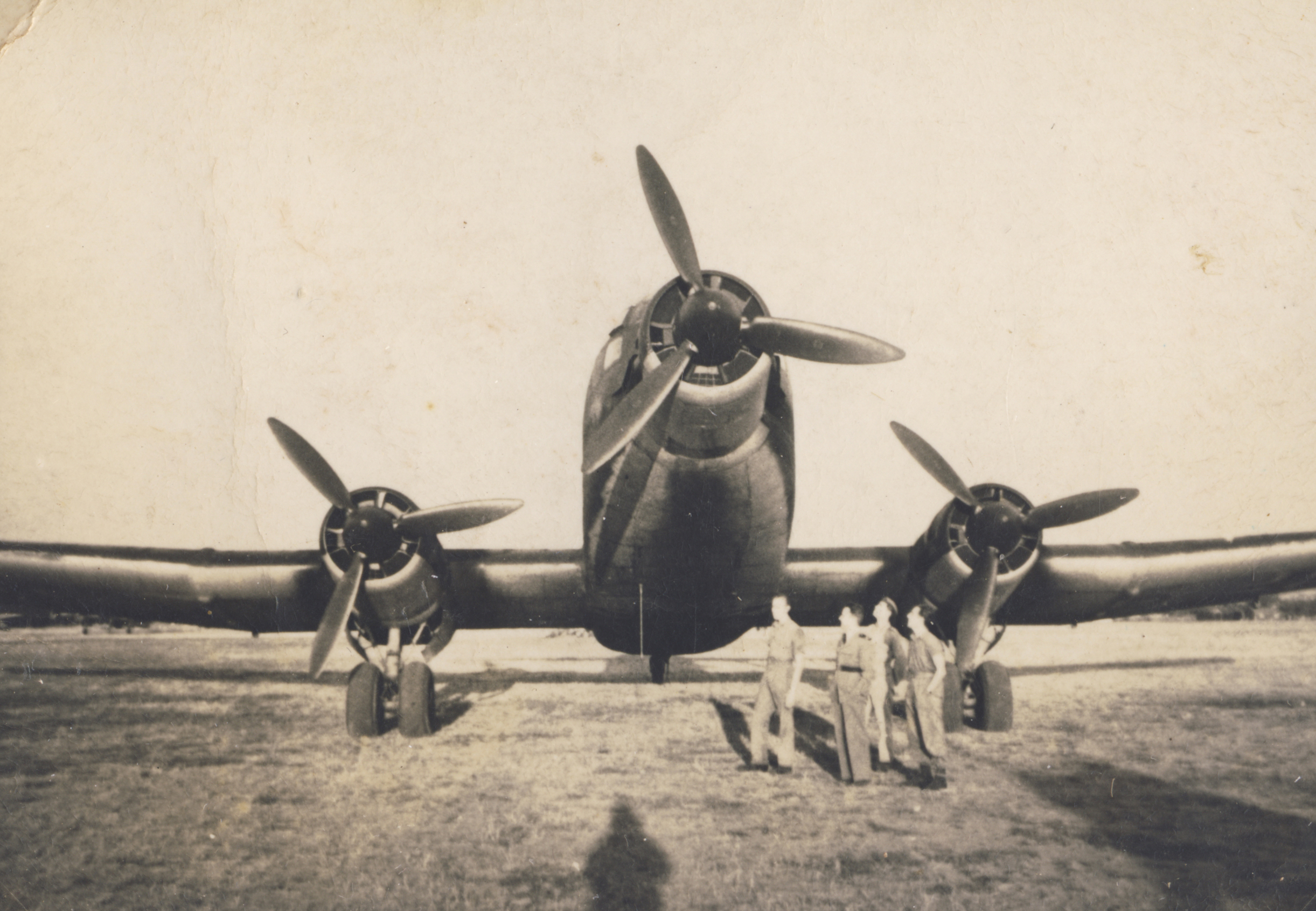
Un Ju 252 de la Force aérienne de Hongrie.

En décembre 1938, lors du projet EF 77 destiné au remplacement du Junkers Ju 52/3m, suivant les notifications de la compagnie aérienne Lufthansa, commence l'étude du nouvel avion. Il fait voler le premier prototype, le Ju 252 V1, en octobre 1941. L'avion est remarquable, il possède une cabine pressurisée où peuvent tenir 35 passagers. Il possède un grand rayon d'action et une vitesse élevée.
Devant les performances de l'appareil, le Reichsluftfahrtministerium ordonne d'en dériver une version militaire pour la Luftwaffe. On lui ajoute une tourelle avec une mitrailleuse MG 131, ainsi que des MG 15 dans les hublots (caractéristiques que l'on retrouvera sur le Ju 352).
Avant que les transformations ne soient effectives, Junkers reçoit l'ordre d'en arrêter la fabrication (sauf pour une quinzaine d'appareils dont l'état d'avancement était important), afin que l'avion soit redessiné, d'employer du bois et les moteurs en stock. Cet avion aura pour nom Ju 352.
La version Ju 352 est la suite non logique du très bon Ju 252. Afin de ne pas utiliser du matériel stratégique, le Ju 252 fut redessiné, et équipé de moteurs moins puissants, ce qui fait que l'appareil, malgré son surnom d'Herkules, est inférieur à son prédécesseur. L'aile est en bois, et le fuselage en tubes d'acier recouverts de toile. Les moteurs de faible puissance actionnent des hélices tripales, il a par contre une rampe de chargement arrière qui permet l'emport de véhicules. Si le chargement est similaire au Ju 252, l'emport de carburant est considérablement moindre, d'où un rayon d'action diminué de plus de moitié.